# Csészés csillaggomba
A csészés csillaggomba (Geastrum fornicatum) a csillaggombafélék családjába tartozó, Eurázsiában, Észak-Amerikában és Ausztráliában honos, homokos talajú fenyvesekben, akácosokban élő, nem ehető gombafaj. 

## Megjelenése
A csészés csillaggomba termőteste eleinte nagyjából kerek és 1,5-2,5 cm átmérőjű, felületére általában talajszemcsék tapadnak. Éréskor a külső burok két rétege szétválik: a külső 4-5 karéjra hasad és csészeszerűen a talajban marad. A belső réteg csillagszerűen, 4-6 csúcsos lebennyel szétválik, szétterül, majd hátraívelve megemeli a spórazsákot; csúcsai az alsó csészéhez rögzülve maradnak. A termőtest kiterülve mintegy 6 cm széles és 8 cm magas lehet. A csillag lebenyei sötétbarnák, felső rétegük szabálytalan pikkelyekben leváli, alatta világosabb barna felülettel. 
A spórazsák 1,5-2,5 cm átmérőjű, kerek vagy kissé lapított, rövid nyélen ül. Színe sötétbarna, felszíne egyenetlen. A spórák érésekor csúcsa felnyílik. 
Spórapora sötétbarna. Spórája kerek, szemölcsös felszínű, mérete 3,5-4,5 µm.

### Hasonló fajok
A fészkes csillaggomba vagy a fésűs csillaggomba hasonlíthat rá. 

## Elterjedése és termőhelye
Eurázsiában, Észak-Amerikában és Ausztráliában honos. 
Homokos talajú fenyvesekben, tiszafák alatt, ritkábban lomblevelű fák (akác) alatt található meg. Júliustól szeptemberig terem, de kiszáradt termőteste egész évben látható lehet. 

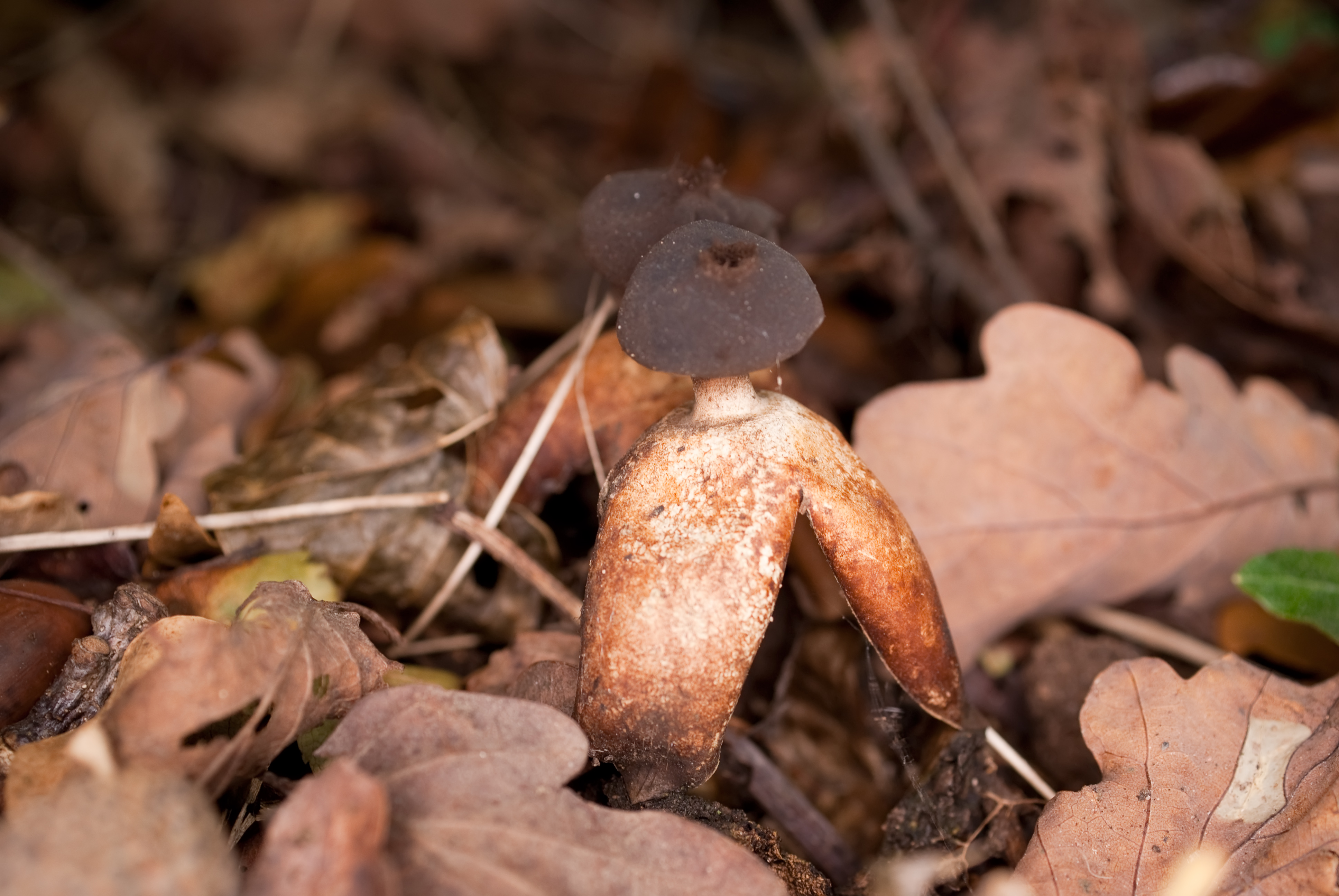
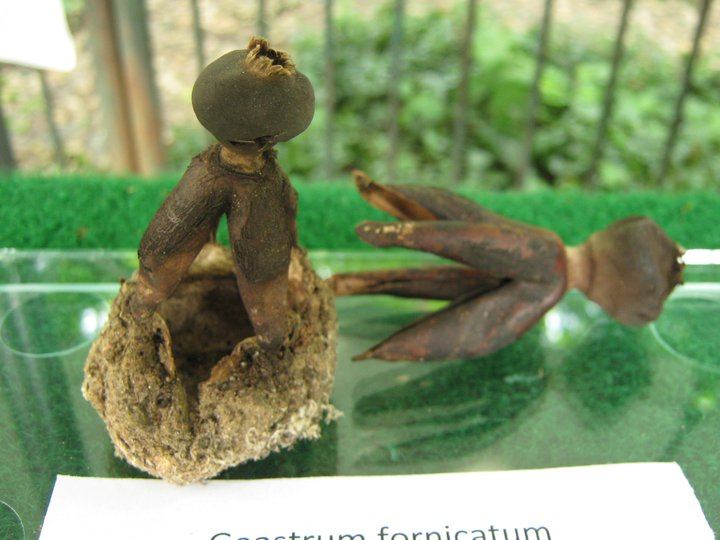
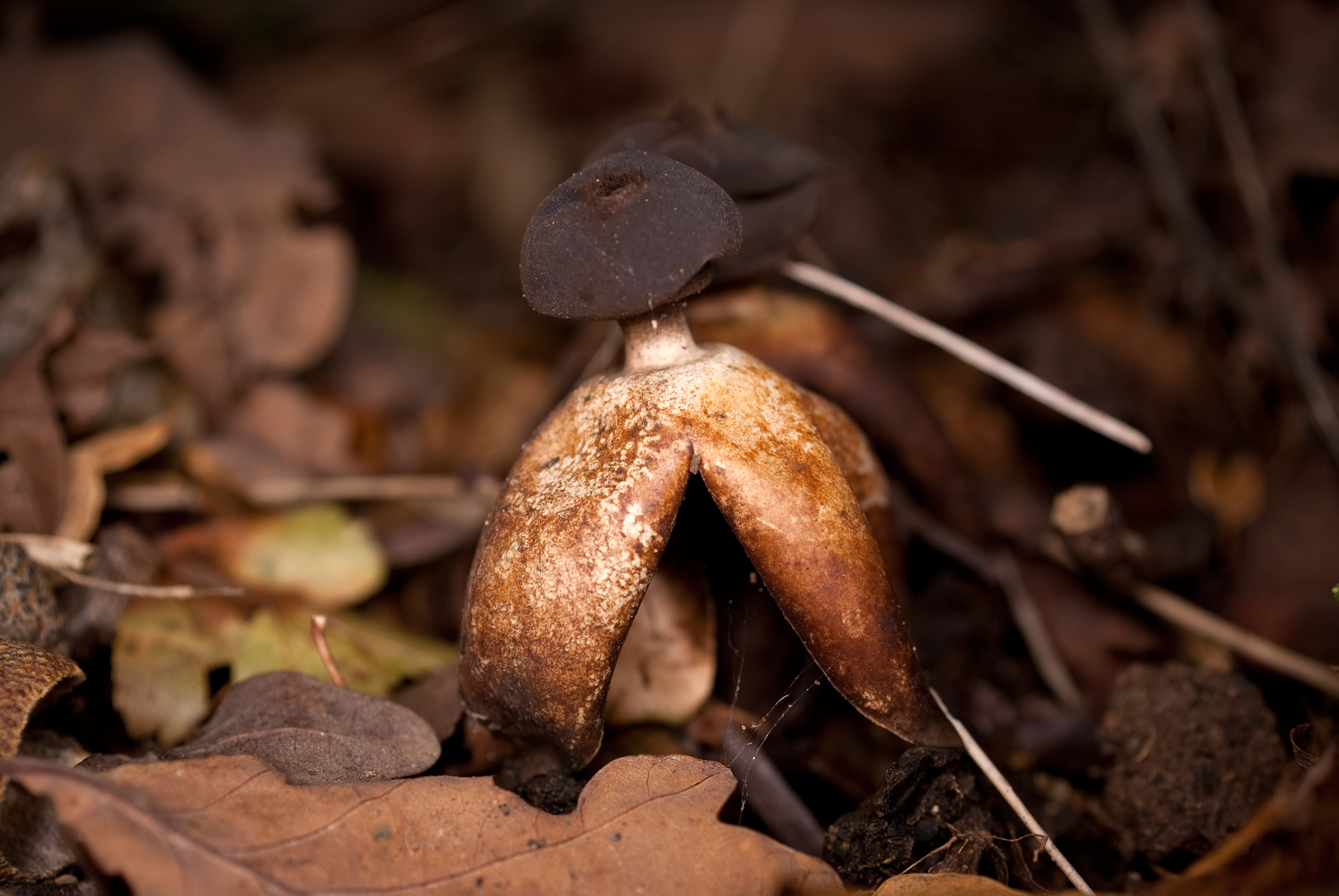
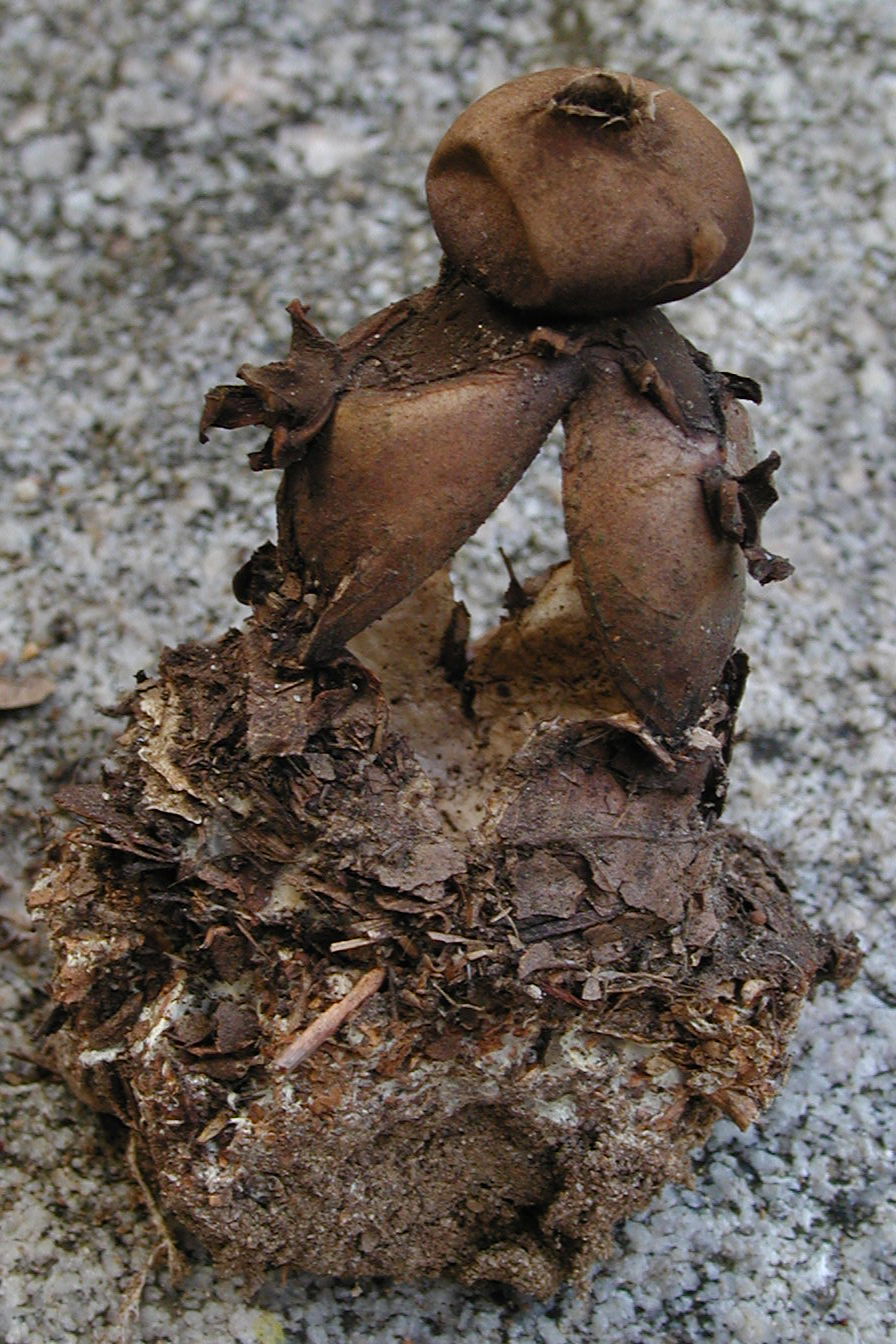
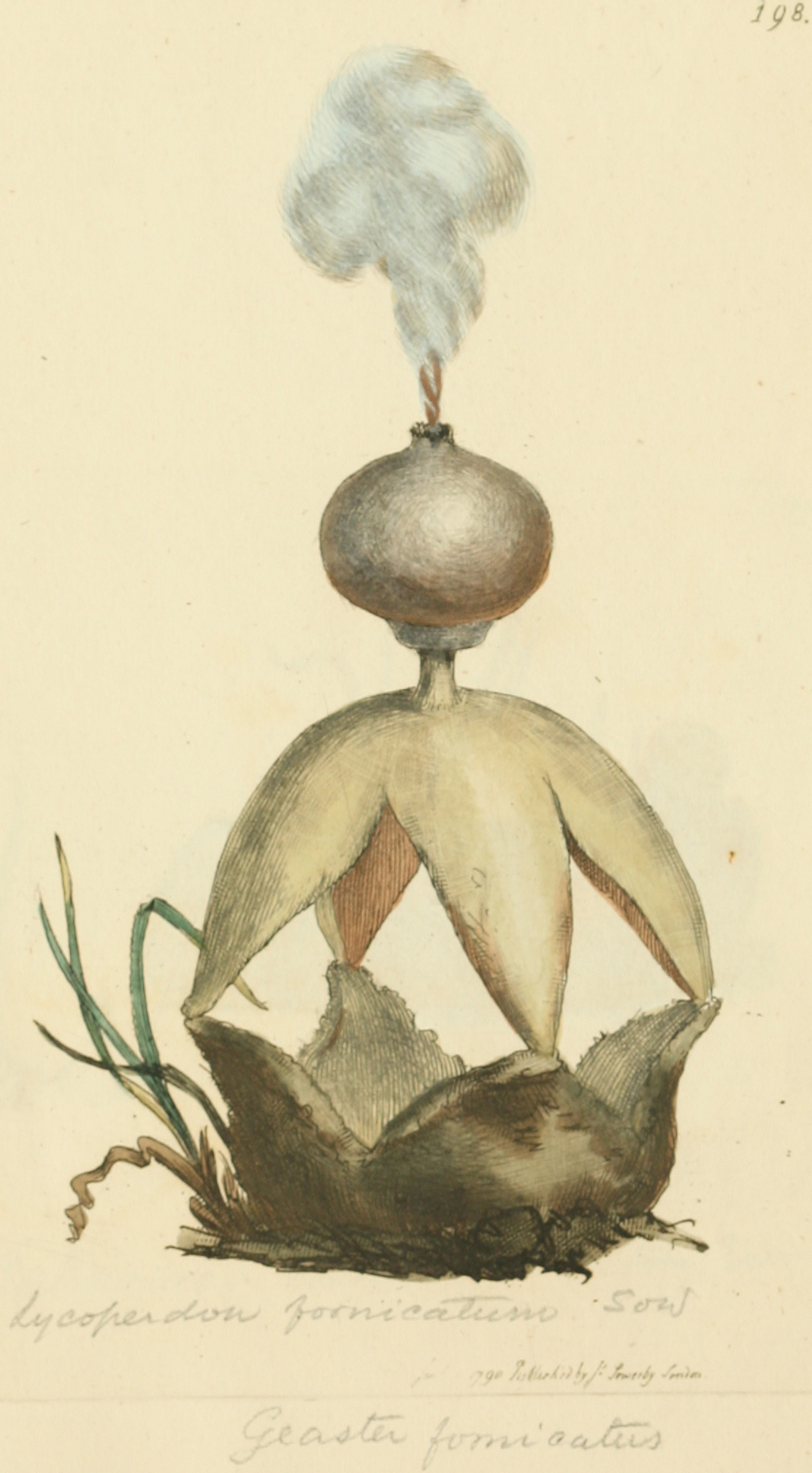

Nem ehető.